# Umara
Umara (in russo Умара?) è un'isoletta russa che si trova nella parte orientale della baia del Tauj (Тауйская губа), nel Mare di Ochotsk, nell'Estremo Oriente russo.

## Geografia
Umara è situata vicino alla costa settentrionale della penisola di Koni (полуостров Кони) nel golfo Odjan (залив Одян), interno alla baia del Tauj. L'isola si è formata 5—6 000 anni fa, come le altre due isole della baia del Tauj: Vdovuška e Šelikan.

### Flora e Fauna
La vegetazione è abbastanza diversificata, sono state osservate 145 specie. C'è anche una grande varietà di uccelli marini che nidificano sull'isola: urie, pulcinelle di mare, Cepphus, oltre a gabbiani e cormorani. La zona è ricca di echinodermi (Holothuria, stelle marine, ricci di mare, tra cui lo Strongylocentrotus); gamberi (Pandalus goniurus)  e granchi (Paralithodes brevipes e Paralithodes platypus).